# Dornier Do 417
O Dornier Do 417 foi um projecto da Dornier para um bombardeiro bimotor multi funções. Desenvolvido a partir de 1942, nunca passou da fase de design. Surgiu a partir do pedido da Luftwaffe para um bombardeiro médio, concurso para o qual competiram as empresas Dornier, Junkers, Heinkel e Blohm & Voss. A decisão do governo, no final, foi de escolher o Junkers Ju 188.